# Kalophrynus menglienicus
Kalophrynus menglienicus és una espècie de granota que viu a la Xina i, possiblement també, a Myanmar.